# Distrikt Kiryandongo
Kiryandongo ist ein Distrikt in Westuganda. Die Hauptstadt des Distrikts ist Kiryandongo.

## Lage
Der Distrikt Kiryandongo grenzt im Norden an den Distrikt Nwoya, im Nordosten an den Distrikt Oyam, im Osten an den Distrikt Apac und im Süden und Westen an den Distrikt Masindi.

## Geschichte
Der Distrikt Kiryandongo entstand 2010 aus Teilen des Distrikt Masindi.

## Demografie
Die Bevölkerungszahl wird für 2020 auf 313.800 geschätzt. Davon lebten im selben Jahr 20,9 Prozent in städtischen Regionen und 79,1 Prozent in ländlichen Regionen.
| Zensusjahr | Einwohnerzahl |
| ---------- | ------------- |
| 1991       | 83.405        |
| 2002       | 187.707       |
| 2014       | 266.197       |